# Квітневе (Лозівський район)
Квітневе (до 2016 — Кірове) — село в Україні, у Близнюківській селищній громаді Лозівського району Харківської області. Населення становить 191 осіб. До 2020 року органом місцевого самоврядування була Квітнева сільська рада.

## Географія
Село Квітневе знаходиться за 4 км від міста Лозова. Залізнична станція — зупинний пункт 934 км. Автомобільна дорога — Т 2113. Частина села раніше називалася Короленко. Село примикає до села Мирне.

## Історія
1924 — дата заснування. Першу назву мало Галич, бо виникло на землях поміщика Галича у зв'язку з заселенням хуторів безземельним селянам в основному переселенцями з Полтавщини, яким видавали землю для поселення та обробітку. До 1917 р. на цій території була німецька колонія (проживали німецькі колоністи із Ольхівки, брати Іван, Кустан, Карло Зеліхи). Після 1917 р. їх землі почали заселяти українці, яких приваблював чистий ставок, що ніколи не пересихав, і до нього охоче тяглися люди. З 1938 р. с. Галич було перейменовано на Кірове.
Село внесено до переліку населених пунктів, які потрібно перейменувати згідно із законом «Про засудження комуністичного та націонал-соціалістичного (нацистського) тоталітарних режимів в Україні та заборону пропаганди їхньої символіки».
12.05.2016 р. Верховна Рада України в рамках Закону про декомунізацію перейменувала Кірове на Квітневе — відповідно сільську раду з Кіровської на Квітневу.
12 червня 2020 року, відповідно до Розпорядження Кабінету Міністрів України № 725-р «Про визначення адміністративних центрів та затвердження територій територіальних громад Харківської області», увійшло до складу Близнюківської селищної громади.
19 липня 2020 року, в результаті адміністративно-територіальної реформи та ліквідації Близнюківського району, увійшло до складу Лозівського району Харківської області.

## Економіка
- В селі є молочно-товарна і птахо-товарна ферми.
- «КОМПАКТ», приватне сільськогосподарське підприємство.

## Культура
- Школа;
- Бібліотека;
- Квітневий сільський будинок культури.

## Екологія
- 61-й арсенал Міністерства оборони. 27 серпня 2008 року на арсеналі сталася велика пожежа. В селі постраждала школа.